# Christiana (Dane County, Wisconsin)
Die Town of Christiana ist eine von 34 Towns im Dane County im US-amerikanischen Bundesstaat Wisconsin. Im Jahr 2010 hatte die Town of Christiana 1235 Einwohner.
Town hat in Wisconsin eine grundlegend andere Bedeutung als im übrigen englischsprachigen Bereich. Vielmehr entspricht sie den in den anderen US-Bundesstaaten üblichen Townships, die nach dem County die nächstkleinere Verwaltungseinheit bilden.
Das Gebiet der Town of Christiana ist Bestandteil der Metropolregion Madison.

## Geografie
Die Town of Christiana liegt im Süden Wisconsins, im südöstlichen Vorortbereich der Hauptstadt Madison. Der am Mississippi gelegene Schnittpunkt der drei Bundesstaaten Wisconsin, Iowa und Minnesota liegt rund 215 km westnordwestlich; nach Illinois sind es rund 60 km in südlicher Richtung.
Die Koordinaten des geografischen Zentrums der Town of Christiana sind 42°58′51″ nördlicher Breite und 89°04′03″ westlicher Länge. Sie erstreckt sich über eine Fläche von 91,8 km². 
Die Town of Christiana liegt im Südosten des Dane County und grenzt an folgende Nachbartowns und selbständige Gemeinden: 
| Town of Cottage Grove    | Town of Deerfield                           | Town of Lake Mills (Jefferson County)                   |
| Town of Pleasant Springs | Kompassrose, die auf Nachbargemeinden zeigt | Village of Cambridge Town of Oakland (Jefferson County) |
| Town of Dunkirk          | Town of Albion                              | Town of Sumner (Jefferson County)                       |

## Verkehr
Die auf einem gemeinsamen Streckenabschnitt verlaufenden Interstate Highways 39 und 90 führen durch den Südwesten der Town of Christiana. Durch den Nordosten verlaufen auf einem gemeinsamen Streckenabschnitt die U.S. Highways 12 und 18. Der Wisconsin State Highway 73 verläuft in Nord-Süd-Richtung durch das Zentrum der Town. Alle weiteren Straßen sind untergeordnete Landstraßen sowie teils unbefestigte Fahrwege.
Der nächste Flughafen ist der Dane County Regional Airport in Wisconsins Hauptstadt Madison (rund 35 km nordwestlich).

## Bevölkerung
Nach der Volkszählung im Jahr 2010 lebten in der Town of Christiana 1235 Menschen in 478 Haushalten. Die Bevölkerungsdichte betrug 13,5 Einwohner pro Quadratkilometer. In den 478 Haushalten lebten statistisch je 2,58 Personen. 
Ethnisch betrachtet setzte sich die Bevölkerung zusammen aus 97,3 Prozent Weißen, 1,1 Prozent Afroamerikanern, 0,2 Prozent Asiaten, 0,2 Prozent Polynesiern sowie 0,2 Prozent aus anderen ethnischen Gruppen; 1,1 Prozent stammten von zwei oder mehr Ethnien ab. Unabhängig von der ethnischen Zugehörigkeit waren 0,6 Prozent der Bevölkerung spanischer oder lateinamerikanischer Abstammung. 
24,0 Prozent der Bevölkerung waren unter 18 Jahre alt, 61,9 Prozent waren zwischen 18 und 64 und 14,1 Prozent waren 65 Jahre oder älter. 47,9 Prozent der Bevölkerung war weiblich.
Das mittlere jährliche Einkommen eines Haushalts lag bei 63.472 USD. Das Pro-Kopf-Einkommen betrug 29.082 USD. 5,3 Prozent der Einwohner lebten unterhalb der Armutsgrenze.

## Ortschaften in der Town of Christiana
Neben Streubesiedlung existiert in der Town of Christiana mit Utica eine gemeindefreie Siedlung.